# Christer Persson
Christer Persson (Mörbylånga, 11 ottobre 1979) è un allenatore di calcio ed ex calciatore svedese, di ruolo difensore.

## Carriera

### Giocatore
Persson cominciò la carriera con la maglia del Kalmar, rimanendo in squadra dal 1996 al 2004 e collezionando poco meno di 200 presenze in campionato. Durante questo periodo la squadra ottenne tre promozioni dalla seconda serie all'Allsvenskan, rispettivamente al termine delle stagioni 1998, 2001 e 2003.
Nel 2005, si trasferì ai norvegesi del Tønsberg, per cui debuttò nell'Adeccoligaen in data 10 aprile, quando fu titolare nella sconfitta per 1-2 contro lo Skeid. Nel 2006, passò al Pors Grenland e vi esordì il 5 agosto, nel pareggio a reti inviolate contro il Moss. Dal 2007, tornò in patria per giocare nello Jönköpings Södra, fino al ritiro dal calcio giocato avvenuto al termine del campionato di Superettan 2012.

### Allenatore
Dalla stagione sportiva 2013, Persson fu assistente allenatore della sua ultima squadra in cui aveva militato, lo Jönköpings Södra.
A seguito dell'esonero di Jörgen Wålemark, avvenuto nell'aprile 2018 dopo la terza giornata, lo Jönköpings Södra riorganizzò il proprio staff tecnico e Persson ottenne un ruolo manageriale, mantenendo allo stesso tempo l'incarico di scout che ricopriva dal 2016. Tornò a ricoprire il ruolo di assistente ad agosto dello stesso anno, in concomitanza con l'arrivo di Andreas Brännström in qualità di capo allenatore.
L'11 dicembre 2018 fu annunciato come nuovo capo allenatore del Motala per le successive tre stagioni. La squadra era in quarta serie e mirava alla promozione in Division 1, obiettivo poi effettivamente centrato al primo tentativo. Nel campionato 2020 invece i bianconeri retrocedettero in Division 2.
Nel gennaio del 2021 Persson lasciò l'incarico al Motala per essere assistente allenatore dell'Elfsborg in Allsvenskan. Qui si ricongiunse con il capo allenatore Jimmy Thelin, di cui egli era già stato assistente ai tempi dello Jönköpings Södra.